# Gare de Champagnole-Paul-Émile-Victor
Gare de Champagnole-Paul-Émile-Victor vasútállomás Franciaországban, Champagnole településen.

## Vasútvonalak
Az állomást az alábbi vasútvonalak érintik:
- Andelot-en-Montagne–La Cluse-vasútvonal

## Kapcsolódó állomások
A vasútállomáshoz az alábbi állomások vannak a legközelebb:
- Gare de Champagnole
- Gare de La Chaux-des-Crotenay